# کاپیتان مورگان
کاپیتان مورگان (انگلیسی: Captain Morgan) شرکت نوشیدنی جامائیکایی است، که در سال ۱۹۴۴ تأسیس شد.